# Lepturges funereus
Lepturges funereus är en skalbaggsart som beskrevs av Monné 1976. Lepturges funereus ingår i släktet Lepturges och familjen långhorningar. Inga underarter finns listade i Catalogue of Life.